# Alexia (cantante)
Alessia Aquilani (Arcola, Liguria, 19 de mayo de 1967), más conocida como Alexia, es una cantautora, compositora de canciones italiana de estilo Eurodance, Pop y R&B, que tuvo muchos éxitos en inglés en la década de los noventa, para luego seguir con éxitos mayormente en italiano en la primera década del 2000. Desde su debut ha vendido más de 5 millones de discos en todo el mundo y ha recibido 8 discos de oro y 2 de platino, conquistando numerosos premios y reconocimientos. Es una de las pocas cantantes italianas en alcanzar el Top Ten en listas del Reino Unido y considerada como una de las reinas de la música de baile.

## Biografía
Alexia nació en la ciudad de Arcola (Provincia de La Spezia) en 1967. Comenzó a cantar en su infancia a la edad de 4 años, su familia, al darse cuenta del potencial que tenía para el canto y la actuación, decidieron apoyarla en su formación para una carrera musical. A los 7 años estudió clases de canto y piano, durante esa época llegó a ganar más de 50 concursos de música en Italia logrando el título de "Piccola Meraviglia". Cuando tenía 12 estudió danza, mientras tanto siguió haciendo shows en clubes y familiarizándose con el escenario y el público en vivo. Durante su adolescencia en la década de los 70s se unió a un grupo de Pop muy famoso en La Spezia llamado "I Ragazzi di Migliarina" donde cantó sus primeras canciones como; "O Bela Spesa". Después de terminar la escuela comenzó a trabajar como cantante a tiempo completo haciendo muchos shows durante el verano. Durante uno de esos shows fue contratada por el mánager de un grupo que trabajaba en discotecas y le pidió a Alexia que fuera su cantante principal. Este fue el comienzo de su carrera profesional en los clubes sin abandonar sus estudios de Ópera y música clásica. Alexia también fundó su propio grupo llamado "Brother Machine". Éste fue el momento en que conoció al productor Roberto Zanetti (también conocido como Savage y Robyx). La hermana de Rob, Viviana, le había hablado de Alexia porque la escuchó cantar en un club con su banda. Un dia él llegó a escucharla por sí mismo y se acerco a ella, preguntándole si le gustaría ir al estudio para una audición. Entonces, en 1989, ingresó al equipo de DWA (Dance World Attack) como vocalista de estudio dentro del género Italo Disco. Lanzó temas bajo diferentes alias como Lita Beck ("It's Alright"), varios sencillos como Alexia Cooper, también como Alexia Haslip con "Take Care Of Your Life", como Beatrice Bailey con "Got To Give Me Love" y en "Hold Me" de Two For Love coescribió la letra de Wilson Ferguson y Robyx para el subsello discográfico Euroenergy, Discomagic.
En la década de los 90s fue coro de cantantes y grupos del mismo estilo, como Digilove, Fourteen 14, Galactica, Gray Neve, K.U., Due o Double You, con quien colaboró en sus 2 primeros álbumes (We All Need Love y The Blue Album). Además colaboró como voz femenina principal del coro del rapero Ice MC, en sus 3 primeros álbumes (Cinema, My World y Ice 'N' Green) con este último álbum llegó el gran éxito internacional para ambos gracias a sencillos como; Think About the Way, It's a Rainy Day o la versión renovada de Take Away the Colour ('95 Reconstruction) donde aportaron nuevas vocales. Después decidieron hacer un tour de más de 300 conciertos y shows de TV por todo el mundo durante casi 2 años. En 1996 la canción "Think About the Way" llegó a incluirse en la banda sonora de la famosa película británica "Trainspotting".
En 1995 Zanetti decidió dejar el proyecto de Ice MC para dedicarse a la carrera de Alexia, quien tuvo su primer éxito en solitario con el sencillo, "Me And You" junto a William Naraine de Double You (n°1 en Italia y España). En 1996 emuló el éxito obtenido con su primer sencillo gracias al tema "Summer Is Crazy" ( n°1 en Italia, n°2 en España y n°3 en Finlandia). En 1997 lanzó su álbum debut (Fan Club) con sencillos como; "Number One" (n°2 en Finlandia, n°4 en Italia y España, además incluye la versión para el mercado hispano "Number One" (Spanish Version), su mayor éxito internacional, "Uh La La La" (n°1 en España, n°2 en Finlandia y Alemania, n°5 en Irlanda, Suecia e Italia, n°9 en Escocia, n°10 en UK)  "Virtual Reality" o "Hold On", una balada dedicada a su padre Agostino, fallecido en 1995. El álbum vendió más de 600 mil copias, consiguiendo 1 disco de plata, 5 discos de oro y 1 disco de platino, además llegó a reeditarse en la navidad del '97 con la (Limited Christmas Edition) donde incluye el tema inédito "It's Christmas Time" que resulta ser una versión navideña de "Hold On".
En 1998 se lanzó su segundo álbum (The Party) con sencillos como; "Gimme Love" (n°3 en Italia, n°6 en Finlandia). La versión hispana "Dame Amor" el gran éxito "The Music I Like" (n°1 en Italia, n°2 en España, n°4 en Canadá) o también "Keep On Movin''. El álbum fue un éxito rotundo en países como Inglaterra, Estados Unidos y Japón, vendiendo más de 500 mil copias, logrando varios discos de oro y 1 disco de platino.
En 1999 se lanzó el tercer álbum "Happy" con sencillos como; "Goodbye" (n°3 en Israel, n°6 en Italia) y el sencillo homónimo "Happy" (n°5 en Italia) además el álbum llegó a obtener un disco de oro, lo cual llevó a Alexia a ser catalogada como una de las cantantes italianas más famosas a nivel internacional. 
Sus 3 primeros álbumes fueron producidos principalmente por Zanetti, incluyendo la recopilación de éxitos (The Hits) en el 2000, donde se incluye el tema inédito "Ti Amo Ti Amo" que fue su último sencillo bajo el sello discográfico DWA. A partir de su cuarto álbum (Mad For Music) lanzado en 2001, continuó para el sello Epic, Sony Music.
Desde el año 2002 canta Pop Rock italiano y lanza la canción "Dimmi Come" con la que participó por primera vez en el festival de San Remo, donde obtuvo el segundo lugar y logrando el premio "Volare" por (mejor música). La canción se convierte en la más reproducida en las radios italianas y la versión inglesa "Don't You Know" alcanza un notable éxito en Francia y Australia. En ese mismo año se publíca "Alexia" un álbum con canciones en italiano e inglés con renovado éxito que llegó a vender más de 50 mil copias, logrando un disco de oro. 
En 2003 regresa al festival, ganando el primer lugar como (mejor cantante) con el tema "Per Dire di No" (n° 11 en Italia) y lanza el álbum "Il Cuore A Modo Mio". 
En 2004 lanza el álbum "Gli Occhi Grandi Della Luna" el cual cuenta con la colaboración de diversos artistas como Sam Watters y Louis Biancaniello, quienes escriben el tema "Come Tu Mi Vuoi, You Need Love" mientras que Diane Warren compone "Se Te Ne Vai Cosi, I Want It To Be Me". Ese mismo año Alexia es elegida por el artista Renato Zero, como invitada especial, para las presentaciones que el artista realizó en muchas ciudades italianas. 
En 2005 participa por tercera vez en el festival de San Remo con la canción "Da Grande" quedando en séptimo lugar y lanza álbum de título homónimo. 
En 2007 lanza el sencillo "Du Du Du" así como el álbum de éxitos "Le Più Belle Di". 
En 2008 lanza el álbum "Ale" en el cual demuestra la madurez de la artista como autor. 
En 2009 se presenta por cuarta vez en San Remo con la canción "Biancaneve" interpretandola junto al cantautor Mario Lavezzi, quedando finalmente en octavo lugar, en ese mismo año lanza el álbum "Alex & C.". 
En 2010 publica el álbum "Stars" el cual se caracteriza por una amplia gama musical , contando con diversos géneros como: Rock, Pop y R&B. El sencillo principal es el tema "Stars" una balada groove con influencias Funk y R&B, en la que se trata el choque de los deseos personales con el estrellato musical. 
En 2012, luego de 2 años de descanso, presenta el sencillo "A Volte Si A Volte No". 
En 2013 lanza su primer álbum de covers "¡Canzonissime" el cual fue promocionado en el programa "I migliori anni" el cual es presentado por Carlo Conti en la cadena italiana RAI 1, donde Alexia fue invitada. 
En 2015 lanza el sencillo "Il Mondo Non Accetta Le Parole" el cual forma parte del álbum "Tu Puoi Se Vuoi". 
En 2017 para celebrar su cumpleaños número 50, Alexia presentó su álbum "Quell' Altra" el cual cuenta con el sencillo "Beata Gioventù" catalogado como una explosión de energía que puede ser disfrutado por personas de todas las edades. 
Alexia es la única cantante italiana que ha participado 9 veces consecutivas en el Festivalbar.

## Vida personal
Alexia se casó en el 2005 con Andrea Camerana, sobrino del famoso diseñador de moda Giorgio Armani por parte materna y miembro de la familia Agnelli por parte paterna (tataranieto de Gianni Agnelli) que fue un empresario y político italiano, principal accionista y máximo director de Fiat, además de senador vitalicio y oficial del Ejército Real. De esta unión ambos tuvieron 2 hijas; Maria Vittoria, nacida el 14 de febrero del 2007 y Margherita, que vino al mundo el 4 de julio de 2011.

## Discografía

### Álbumes de estudio
- Fan Club (1997)
- The Party (1998)
- Happy (1999)
- Mad For Music (2001)
- Alexia (2002)
- Il Cuore A Modo Mio (2003)
- Gli Occhi Grandi Della Luna (2004)
- Da Grande (2005)
- Le Piu' Belle Di (2007)
- Ale (2008)
- Ale & C (2009)
- Stars (2010)
- iCanzonissime (2013)
- Tu Puoi se vuoi (2015)
- Quell'Altra (2017)
- My Xmas (2022)

### Álbumes recopilatorios
- The Hits (2000)
- Ultimate Greatest Hits 2007 (2007)
- Collections (2009)

### Álbum de remezclas
- Remix Album 98 (1998)

### Sencillos
- "Me And You" (1995)
- "Summer Is Crazy" (1996)
- "Number One" (1996)
- "Uh La La La" (1997)
- "Virtual Reality" (1997)
- "Hold On" (1997)
- "Gimme Love" (1998)
- "The Music I Like" (1998)
- "Keep On Movin'" (1998)
- "Goodbye" (1999)
- "Happy" (1999)
- "Ti Amo Ti Amo" (2000)
- "Non Ti Dimentichero" (2000)
- "Money Honey" (2001)
- "Summerlovers" (2001)
- "Dimmi Come" (2002)
- "Non Lasciarmi Mai" (2002)
- "Don't You Know" (2002)
- "Hasta La Vista Baby" (2002)
- "Per Dire Di No" (2003)
- "Egoísta" (2003)
- "Come Tu Mi Vuoi (You Need Love)" (2004)
- "Una Donna Sola" (2004)
- "Da Grande" (2005)
- "Mai Dire Mai" (2005)
- "Du Du Du" (2007)
- "Grande Coraggio"" (2008)
- "Guardarti Dentro" (2008)
- "Biancaneve" (2009)
- "Come Nessuno (Lately)" (2009)
- "We Is The Power" (2009)
- "E Non Sai" (2009)
- "Star" (2010)
- "A Volte Si A Volte No" (2012)
- "Jenny Vola" (2013)
- "Io No" (2013)
- "Il Mondo Non Accetta Le parole" (2015)
- "Sento" (2015)
- "Beata Gioventú" (2017)
- "La Cura Per Me" (2017)
- "Fragile Fermo Immagine" (2017)
- "Quell' Altra" (2017)
- "Come La Vita In Genere" (2019)
- "Proiettili E Diamanti" (2023)
- "I Feel Feelings" (2024)

### Colaboraciones vocales
- Alexia Cooper - Boy (1989)
- Lita Beck - It's Allright (1989)
- Two For Love - Hold Me (1989)
- BabyRoots - No Woman No Cry (1990)
- Ice MC - My World: Happy Weekend, Rainy Days, Prayer, I Love You (1990)
- Alexia Cooper - Gotta Be Mine (1991)
- Alexia Cooper - Let You Go (1991)
- Double You - We All Need Love (1992)
- Willie Morales feat. William Naraine - Going Back, Last Train To London (1992)
- Alexia Haslip - Take Care Of Your Life (1992)
- Gray Neve - I need Your Love (1993)
- Digilove - Let The Night Take The Blame (1993)
- Digilove - Give You Love (1993)
- Double You - The Blue Album: Part Time Lover y Got To Love (1993)
- Johnny Parker feat. Robert Crawford - Baby I Need Your Loving (1993)
- Black Think feat. Sahara - Be My Lover (1993)
- K.U. - Live Is Life (1993)
- K.U. - For Your Love (1993)
- Due - Under The Same Sun (1994)
- Cybernetica - I Wanna Be With You (1994)
- Galáctica - Music Is My Life (1994)
- Due - Love Is Not The Same (1994)
- Fourteen 14 - Don't Leave Me (1994)
- Fourteen 14 - Goodbye (1994)
- Smack - Never Ending Love (1994)
- KC Element - Won't You Come With Me (1994)
- Power Band - Can't Help Falling In Love (1994)
- Beatrice Bailey -Got To Give Me Love (1994)
- Space Tribe - Better Be Alright (1994)
- Ice MC - Think About The Way, It's A Rainy Day, Run Fa Cover, Russian Roulette, Dark Night Rider (1994)
- Take Away The Colour (95' Reconstruction Mix) (1995)
- Tutti Frutti - Superboy (1997)
- Scarlett - Take Me Up (1998)
- Week-End - Tell You Why (2000)
- Deejay Time - Uh La La La (2016)
- Deep Divas & Sexycools - Uh La La La (2018)
- Usai - Notte (2021)
- Danti, Saturnino - Dal Basso (2023)